# Liga de Campeones Femenina de la AFC 2024-25
La Liga de Campeones Femenina de la AFC 2024-25 
fue la primera edición de la Liga de Campeones Femenina de la AFC, el principal torneo de fútbol femenino de clubes de Asia organizado por la Confederación Asiática de Fútbol.

## Asignación de equipos de la asociación
La AFC publicó los principios clave de la competición el 20 de agosto de 2023. A partir de las primeras cuatro temporadas habrá una inscripción por asociación miembro participante, con una asignación basada en la clasificación de la FIFA de las asociaciones miembro participantes hasta 2027-28. Los clubes con los primeros puestos según la clasificación mundial femenina de la asociación miembro disfrutarán de una clasificación directa a la fase de grupos, sujeta a las inscripciones.
A partir de entonces, se utilizará una clasificación de la competición de clubes femeninos de la AFC. Originalmente, 22 (de 47) asociaciones miembro solicitaron participar en la competición. Sin embargo, Naegohyang de Corea del Norte se retiró antes del sorteo.

## Formato
El torneo comprende:
- Una fase preliminar (un grupo de cuatro y tres grupos de tres equipos) en sedes centralizadas
- Un torneo principal con 12 equipos (tres grupos de cuatro equipos) en sedes centralizadas
- Cuartos de final organizados por los ganadores del grupo y el mejor segundo equipo.
- Semifinales y final en sede centralizada

### Desempates
Los equipos que participan en la fase preliminar y en la fase de grupos se clasifican según su puntuación (3 puntos por victoria, 1 punto por empate y 0 puntos por derrota). Si dos o más equipos están empatados en puntos, se aplicarán los siguientes criterios de desempate, en el orden indicado, para determinar la clasificación: 
1. Puntos en partidos cara a cara entre los equipos empatados;
2. Diferencia de goles en partidos cara a cara entre los equipos empatados;
3. Goles marcados en partidos cara a cara entre los equipos empatados;
4. Si más de dos equipos están empatados y, después de aplicar todos los criterios de enfrentamiento directo anteriores, un subconjunto de equipos sigue empatado, todos los criterios de enfrentamiento directo anteriores se vuelven a aplicar exclusivamente a este subconjunto de equipos;
5. Diferencia de goles en todos los partidos del grupo;
6. Goles marcados en todos los partidos del grupo;
7. Tanda de penaltis , cuando sólo dos equipos están empatados y los equipos en cuestión han jugado su último partido del grupo entre sí;
8. Puntuación disciplinaria más baja (tarjeta roja directa = 3 puntos; doble tarjeta amarilla = 3 puntos; tarjeta amarilla simple = 1 punto);
9. Sorteo de lotes

## Etapa preliminar
Bután, Jordania, Malasia y Arabia Saudita serán los anfitriones de cada grupo en la fase preliminar.
     – Clasificados a Fase de grupos.

#### Grupo A
El anfitrión del Grupo A fue  Al Nassr
| Equipo                 | Pts | PJ | PG | PE | PP | GF | GC | Dif |
| ---------------------- | --- | -- | -- | -- | -- | -- | -- | --- |
| Abu Dhabi Country Club | 9   | 3  | 3  | 0  | 0  | 4  | 1  | +3  |
| Al Nassr (A)           | 6   | 3  | 2  | 0  | 1  | 6  | 1  | +5  |
| Young Elephants        | 3   | 3  | 1  | 0  | 2  | 4  | 5  | −1  |
| Myawady                | 0   | 3  | 0  | 0  | 3  | 0  | 7  | −7  |

| 25 de agosto de 2024 | Young Elephants | 1:2     | Abu Dhabi | Estadio de la Universidad Rey Saúd, Riad                |                                                         |
| 17:30 (UTC+03:00)    |                 | Reporte |           | Asistencia: 50 espectadores Árbitro(s): Nodira Mirzoeva | Asistencia: 50 espectadores Árbitro(s): Nodira Mirzoeva |

| 25 de agosto de 2024 | Myawady | 0:3     | Al Nassr | Estadio de la Universidad Rey Saúd, Riad              |                                                       |
| 21:30 (UTC+03:00)    |         | Reporte |          | Asistencia: 294 espectadores Árbitro(s): Mou Mingxing | Asistencia: 294 espectadores Árbitro(s): Mou Mingxing |

| 28 de agosto de 2024 | Abu Dhabi | 1:0     | Myawady | Estadio de la Universidad Rey Saúd, Riad           |                                                    |
| 17:30 (UTC+03:00)    |           | Reporte |         | Asistencia: 50 espectadores Árbitro(s): Cha Min-ji | Asistencia: 50 espectadores Árbitro(s): Cha Min-ji |

| 28 de agosto de 2024 | Al Nassr | 3:0     | Young Elephants | Estadio de la Universidad Rey Saúd, Riad                |                                                         |
| 21:30 (UTC+03:00)    |          | Reporte |                 | Asistencia: 281 espectadores Árbitro(s): Trần Thị Thanh | Asistencia: 281 espectadores Árbitro(s): Trần Thị Thanh |

| 31 de agosto de 2024 | Myawady | 0:3     | Young Elephants | Estadio del Club Al Nassr, Riad                           |                                                           |
| 20:15 (UTC+03:00)    |         | Reporte |                 | Asistencia: 11 espectadores Árbitro(s): Esra'a Al Mbaidin | Asistencia: 11 espectadores Árbitro(s): Esra'a Al Mbaidin |

| 31 de agosto de 2024 | Abu Dhabi | 1:0     | Al Nassr | Estadio de la Universidad Rey Saúd, Riad                |                                                         |
| 20:15 (UTC+03:00)    |           | Reporte |          | Asistencia: 600 espectadores Árbitro(s): Mahsa Ghorbani | Asistencia: 600 espectadores Árbitro(s): Mahsa Ghorbani |

#### Grupo B
El anfitrión del Grupo B fue  Etihad
| Equipo            | Pts | PJ | PG | PE | PP | GF | GC | Dif |
| ----------------- | --- | -- | -- | -- | -- | -- | -- | --- |
| Odisha            | 6   | 2  | 2  | 0  | 0  | 6  | 2  | +4  |
| Etihad (A)        | 3   | 2  | 1  | 0  | 1  | 6  | 2  | +4  |
| Lion City Sailors | 0   | 2  | 0  | 0  | 2  | 1  | 9  | −8  |

| 25 de agosto de 2024 | Lion City Sailors | 1:4     | Odisha | Estadio Príncipe Mohammed, Zarqa             |                                              |
| 19:00 (UTC+03:00)    |                   | Reporte |        | Asistencia: 50 espectadores Árbitro(s): [[]] | Asistencia: 50 espectadores Árbitro(s): [[]] |

| 28 de agosto de 2024 | Etihad | 5:0     | Lion City Sailors | Estadio Príncipe Mohammed, Zarqa              |                                               |
| 19:00 (UTC+03:00)    |        | Reporte |                   | Asistencia: 110 espectadores Árbitro(s): [[]] | Asistencia: 110 espectadores Árbitro(s): [[]] |

| 31 de agosto de 2024 | Odisha | 2:1     | Etihad | Estadio Príncipe Mohammed, Zarqa              |                                               |
| 19:00 (UTC+03:00)    |        | Reporte |        | Asistencia: 200 espectadores Árbitro(s): [[]] | Asistencia: 200 espectadores Árbitro(s): [[]] |

#### Grupo C
El anfitrión del Grupo C fue  Sabah
| Equipo       | Pts | PJ | PG | PE | PP | GF | GC | Dif |
| ------------ | --- | -- | -- | -- | -- | -- | -- | --- |
| Sabah (A)    | 4   | 2  | 1  | 1  | 0  | 2  | 1  | +1  |
| Nasaf        | 3   | 2  | 1  | 0  | 1  | 2  | 2  | 0   |
| Nepal A.P.F. | 1   | 2  | 0  | 1  | 1  | 0  | 1  | −1  |

| 25 de agosto de 2024 | Nepal A.P.F. | 0:1     | Nasaf | Estadio de Likas, Kota Kinabalu              |                                              |
| 20:00 (UTC+08:00)    |              | Reporte |       | Asistencia: 75 espectadores Árbitro(s): [[]] | Asistencia: 75 espectadores Árbitro(s): [[]] |

| 28 de agosto de 2024 | Sabah | 0:0     | Nepal A.P.F. | Estadio de Likas, Kota Kinabalu                 |                                                 |
| 20:00 (UTC+08:00)    |       | Reporte |              | Asistencia: 2 983 espectadores Árbitro(s): [[]] | Asistencia: 2 983 espectadores Árbitro(s): [[]] |

| 31 de agosto de 2024 | Nasaf | 1:2     | Sabah | Estadio de Likas, Kota Kinabalu                 |                                                 |
| 20:00 (UTC+08:00)    |       | Reporte |       | Asistencia: 3 683 espectadores Árbitro(s): [[]] | Asistencia: 3 683 espectadores Árbitro(s): [[]] |

#### Grupo D
El anfitrión del Grupo D fue  Royal Thimphu College
| Equipo                    | Pts | PJ | PG | PE | PP | GF | GC | Dif |
| ------------------------- | --- | -- | -- | -- | -- | -- | -- | --- |
| Bam Khatoon               | 6   | 2  | 2  | 0  | 0  | 4  | 1  | +3  |
| Kitchee                   | 3   | 2  | 1  | 0  | 1  | 1  | 2  | −1  |
| Royal Thimphu College (A) | 0   | 2  | 0  | 0  | 2  | 1  | 3  | −2  |

| 25 de agosto de 2024 | Royal Thimphu College | 1:2     | Bam Khatoon | Estadio Changlimithang, Timbu                   |                                                 |
| 18:00 (UTC+06:00)    |                       | Reporte |             | Asistencia: 2 400 espectadores Árbitro(s): [[]] | Asistencia: 2 400 espectadores Árbitro(s): [[]] |

| 28 de agosto de 2024 | Kitchee | 1:0     | Royal Thimphu College | Estadio Changlimithang, Timbu                   |                                                 |
| 18:00 (UTC+06:00)    |         | Reporte |                       | Asistencia: 1 700 espectadores Árbitro(s): [[]] | Asistencia: 1 700 espectadores Árbitro(s): [[]] |

| 31 de agosto de 2024 | Bam Khatoon | 2:0     | Kitchee | Estadio Changlimithang, Timbu                 |                                               |
| 18:00 (UTC+06:00)    |             | Reporte |         | Asistencia: 450 espectadores Árbitro(s): [[]] | Asistencia: 450 espectadores Árbitro(s): [[]] |

## Fase de grupos
La fase de grupos se jugará del 3 al 12 de octubre de 2024. Los clubes participantes se dividirán en tres grupos de cuatro. Los equipos de cada grupo se enfrentarán entre sí en un formato centralizado de todos contra todos en cada grupo. Los dos primeros clasificados de cada grupo, junto con los dos mejores terceros equipos, avanzarán a la fase eliminatoria. China, Tailandia y Vietnam serán los anfitriones de cada grupo en la fase de grupos.

#### Grupo A
El anfitrión del Grupo A será  Wuhan Jiangda
| Equipo             | Pts | PJ | PG | PE | PP | GF | GC | Dif | Situación                  |  |
| Incheon Red Angels | 7   | 3  | 2  | 1  | 0  | 7  | 2  | +5  | Avanzan a cuartos de final |  |
| Abu Dhabi          | 5   | 3  | 1  | 2  | 0  | 6  | 5  | +1  | Avanzan a cuartos de final |  |
| Wuhan Jiangda (A)  | 3   | 3  | 1  | 0  | 2  | 8  | 4  | +4  | Avanzan a cuartos de final |  |
| Sabah              | 1   | 3  | 0  | 1  | 2  | 2  | 12 | −10 |                            |  |

| 3 de octubre de 2024 | Wuhan Jiangda | 1:2     | Abu Dhabi       | Centro deportivo cultural de Hankou, Wuhan                |                                                           |
| 16:00 (UTC+08:00)    | Mupopo 4'     | Reporte | Juma 90', 90+3' | Asistencia: 1 049 espectadores Árbitro(s): Rebecca Durcau | Asistencia: 1 049 espectadores Árbitro(s): Rebecca Durcau |

| 3 de octubre de 2024 | Incheon Red Angels | 3:0     | Sabah | Centro deportivo cultural de Hankou, Wuhan    |                                               |
| 20:00 (UTC+08:00)    |                    | Reporte |       | Asistencia: 136 espectadores Árbitro(s): [[]] | Asistencia: 136 espectadores Árbitro(s): [[]] |

| 6 de octubre de 2024 | Sabah | 0:7     | Wuhan Jiangda | Centro deportivo cultural de Hankou, Wuhan    |                                               |
| 16:00 (UTC+08:00)    |       | Reporte |               | Asistencia: 630 espectadores Árbitro(s): [[]] | Asistencia: 630 espectadores Árbitro(s): [[]] |

| 6 de octubre de 2024 | Abu Dhabi | 2:2     | Incheon Red Angels | Centro deportivo cultural de Hankou, Wuhan    |                                               |
| 20:00 (UTC+08:00)    |           | Reporte |                    | Asistencia: 178 espectadores Árbitro(s): [[]] | Asistencia: 178 espectadores Árbitro(s): [[]] |

| 9 de octubre de 2024 | Sabah | 2:2     | Abu Dhabi | Centro deportivo cultural de Hankou, Wuhan    |                                               |
| 16:00 (UTC+08:00)    |       | Reporte |           | Asistencia: 158 espectadores Árbitro(s): [[]] | Asistencia: 158 espectadores Árbitro(s): [[]] |

| 9 de octubre de 2024 | Wuhan Jiangda | 0:2     | Incheon Red Angels | Centro deportivo cultural de Hankou, Wuhan    |                                               |
| 20:00 (UTC+08:00)    |               | Reporte |                    | Asistencia: 795 espectadores Árbitro(s): [[]] | Asistencia: 795 espectadores Árbitro(s): [[]] |

#### Grupo B
El anfitrión del Grupo B será  College of Asian Scholars
| Equipo                        | Pts | PJ | PG | PE | PP | GF | GC | Dif | Situación                  |
| ----------------------------- | --- | -- | -- | -- | -- | -- | -- | --- | -------------------------- |
| Melbourne City                | 9   | 3  | 3  | 0  | 0  | 9  | 1  | +8  | Avanzan a cuartos de final |
| Bam Khatoon                   | 4   | 3  | 1  | 1  | 1  | 4  | 4  | 0   | Avanzan a cuartos de final |
| Kaya Iloilo                   | 2   | 3  | 0  | 2  | 1  | 1  | 5  | -4  |                            |
| College of Asian Scholars (A) | 1   | 3  | 0  | 1  | 2  | 1  | 5  | -4  |                            |

| 6 de octubre de 2024 | Melbourne City | 2:1     | Bam Khatoon | Estadio BG, Provincia de Pathum Thani         |                                               |
| 16:00 (UTC+08:00)    |                | Reporte |             | Asistencia: 391 espectadores Árbitro(s): [[]] | Asistencia: 391 espectadores Árbitro(s): [[]] |

| 6 de octubre de 2024 | Kaya Iloilo | 0:0     | College of Asian Scholars | Estadio BG, Provincia de Pathum Thani         |                                               |
| 20:00 (UTC+08:00)    |             | Reporte |                           | Asistencia: 611 espectadores Árbitro(s): [[]] | Asistencia: 611 espectadores Árbitro(s): [[]] |

| 9 de octubre de 2024 | Bam Khatoon | 1:1     | Kaya Iloilo | Estadio BG, Provincia de Pathum Thani         |                                               |
| 16:00 (UTC+08:00)    |             | Reporte |             | Asistencia: 120 espectadores Árbitro(s): [[]] | Asistencia: 120 espectadores Árbitro(s): [[]] |

| 9 de octubre de 2024 | College of Asian Scholars | 0:3     | Melbourne City | Estadio BG, Provincia de Pathum Thani         |                                               |
| 20:00 (UTC+08:00)    |                           | Reporte |                | Asistencia: 414 espectadores Árbitro(s): [[]] | Asistencia: 414 espectadores Árbitro(s): [[]] |

| 12 de octubre de 2024 | Melbourne City | 4:0     | Kaya Iloilo | Estadio BG, Provincia de Pathum Thani         |                                               |
| 16:00 (UTC+08:00)     |                | Reporte |             | Asistencia: 150 espectadores Árbitro(s): [[]] | Asistencia: 150 espectadores Árbitro(s): [[]] |

| 12 de octubre de 2024 | College of Asian Scholars | 1:2     | Bam Khatoon | Estadio BG, Provincia de Pathum Thani         |                                               |
| 20:00 (UTC+08:00)     |                           | Reporte |             | Asistencia: 250 espectadores Árbitro(s): [[]] | Asistencia: 250 espectadores Árbitro(s): [[]] |

#### Grupo C
El anfitrión del Grupo C será   Ho Chi Minh City Women's
| Equipo               | Pts | PJ | PG | PE | PP | GF | GC | Dif | Situación                  |  |
| Urawa Red Diamonds   | 9   | 3  | 3  | 0  | 0  | 21 | 0  | +21 | Avanzan a cuartos de final |  |
| Ho Chi Minh City (A) | 6   | 3  | 2  | 0  | 1  | 6  | 4  | +2  | Avanzan a cuartos de final |  |
| Taichung Blue Whale  | 3   | 3  | 1  | 0  | 2  | 5  | 5  | 0   | Avanzan a cuartos de final |  |
| Odisha               | 0   | 3  | 0  | 0  | 3  | 1  | 24 | -23 |                            |  |

| 6 de octubre de 2024 | Urawa Red Diamonds | 17:0    | Odisha | Estadio Thống Nhất, Ciudad Ho Chi Minh        |                                               |
| 15:00 (UTC+08:00)    |                    | Reporte |        | Asistencia: 186 espectadores Árbitro(s): [[]] | Asistencia: 186 espectadores Árbitro(s): [[]] |

| 6 de octubre de 2024 | Ho Chi Minh City | 3:1     | Taichung Blue Whale | Estadio Thống Nhất, Ciudad Ho Chi Minh          |                                                 |
| 19:00 (UTC+08:00)    |                  | Reporte |                     | Asistencia: 1 086 espectadores Árbitro(s): [[]] | Asistencia: 1 086 espectadores Árbitro(s): [[]] |

| 9 de octubre de 2024 | Taichung Blue Whale | 0:2     | Urawa Red Diamonds | Estadio Thống Nhất, Ciudad Ho Chi Minh        |                                               |
| 15:00 (UTC+08:00)    |                     | Reporte |                    | Asistencia: 162 espectadores Árbitro(s): [[]] | Asistencia: 162 espectadores Árbitro(s): [[]] |

| 9 de octubre de 2024 | Odisha | 1:3     | Ho Chi Minh City | Estadio Thống Nhất, Ciudad Ho Chi Minh        |                                               |
| 19:00 (UTC+08:00)    |        | Reporte |                  | Asistencia: 682 espectadores Árbitro(s): [[]] | Asistencia: 682 espectadores Árbitro(s): [[]] |

| 12 de octubre de 2024 | Taichung Blue Whale | 4:0     | Odisha | Estadio Thống Nhất, Ciudad Ho Chi Minh        |                                               |
| 15:00 (UTC+08:00)     |                     | Reporte |        | Asistencia: 135 espectadores Árbitro(s): [[]] | Asistencia: 135 espectadores Árbitro(s): [[]] |

| 12 de octubre de 2024 | Urawa Red Diamonds | 2:0     | Ho Chi Minh City | Estadio Thống Nhất, Ciudad Ho Chi Minh          |                                                 |
| 19:00 (UTC+08:00)     |                    | Reporte |                  | Asistencia: 1 097 espectadores Árbitro(s): [[]] | Asistencia: 1 097 espectadores Árbitro(s): [[]] |

### Clasificación de los equipos que ocupan el segundo puesto
| Pos. | Grupo | Equipo           | PJ | PG | PE | PP | GF | GC | DG | Pts | Situación                 |
| ---- | ----- | ---------------- | -- | -- | -- | -- | -- | -- | -- | --- | ------------------------- |
| 1    | C     | Ho Chi Minh City | 3  | 2  | 0  | 1  | 6  | 4  | +2 | 6   | Avanza a Cuartos de final |
| 2    | A     | Abu Dhabi        | 3  | 1  | 2  | 0  | 6  | 5  | +1 | 5   |                           |
| 3    | B     | Bam Khatoon      | 3  | 1  | 1  | 1  | 4  | 4  | 0  | 4   |                           |

### Clasificación de los equipos que ocupan el tercer puesto
| Pos. | Grupo | Equipo              | PJ | PG | PE | PP | GF | GC | DG | Pts | Situación                  |
| ---- | ----- | ------------------- | -- | -- | -- | -- | -- | -- | -- | --- | -------------------------- |
| 1    | A     | Wuhan Jiangda       | 3  | 1  | 0  | 2  | 8  | 4  | +4 | 3   | Avanzan a Cuartos de final |
| 2    | C     | Taichung Blue Whale | 3  | 1  | 0  | 2  | 5  | 5  | 0  | 3   | Avanzan a Cuartos de final |
| 3    | B     | Kaya Iloilo         | 3  | 0  | 2  | 1  | 1  | 5  | −4 | 2   |                            |

## Fase eliminatoria
La fase eliminatoria se jugará en formato de eliminatorias de un solo partido.
Para el sorteo de cuartos de final, los equipos se clasificarán en función de su desempeño en la fase de grupos. Tres ganadores de grupo y el mejor segundo equipo serán cabezas de serie, y los cuatro equipos restantes serán no cabezas de serie. Los equipos cabezas de serie se enfrentarán a los equipos no cabezas de serie, y los equipos cabezas de serie serán los anfitriones del partido de cuartos de final. Los equipos del mismo grupo no pueden enfrentarse entre sí.
Las semifinales y la final se jugarán en un lugar centralizado.

### Sorteo
El sorteo se celebró el 8 de enero de 2025.

### Cuadro de desarrollo
|  | Cuartos de final         | Cuartos de final         |                    |                    | Semifinales        | Semifinales        |  |                | Final              | Final              |  |
|  | 22 y 23 de marzo de 2025 | 22 y 23 de marzo de 2025 |                    |                    | 21 de mayo de 2025 | 21 de mayo de 2025 |  |                | 24 de mayo de 2025 | 24 de mayo de 2025 |  |
|  |                          |                          |                    |                    |                    |                    |  |                |                    |                    |  |
|  |                          |                          |                    |                    |                    |                    |  |                |                    |                    |  |
|  | Incheon Red Angels       | 1                        |                    |                    |                    |                    |  |                |                    |                    |  |
|  | Incheon Red Angels       | 1                        |                    |                    |                    |                    |  |                |                    |                    |  |
|  | Bam Khatoon              | 0                        |                    |                    |                    |                    |  |                |                    |                    |  |
|  | Bam Khatoon              | 0                        |                    | Incheon Red Angels | 0                  |                    |  |                |                    |                    |  |
|  |                          |                          |                    | Incheon Red Angels | 0                  |                    |  |                |                    |                    |  |
|  |                          |                          | Melbourne City     | 1                  |                    |                    |  |                |                    |                    |  |
|  | Melbourne City           | 3                        | Melbourne City     | 1                  |                    |                    |  |                |                    |                    |  |
|  | Melbourne City           | 3                        |                    |                    |                    |                    |  |                |                    |                    |  |
|  | Taichung Blue Whale      | 0                        |                    |                    |                    |                    |  |                |                    |                    |  |
|  | Taichung Blue Whale      | 0                        |                    |                    |                    |                    |  | Melbourne City | 1 (4)              |                    |  |
|  |                          |                          |                    |                    |                    |                    |  | Melbourne City | 1 (4)              |                    |  |
|  |                          |                          | Wuhan Jiangda (p.) | 1 (5)              |                    |                    |  |                |                    |                    |  |
|  | Urawa Red Diamonds       | 0 (5)                    | Wuhan Jiangda (p.) | 1 (5)              |                    |                    |  |                |                    |                    |  |
|  | Urawa Red Diamonds       | 0 (5)                    |                    |                    |                    |                    |  |                |                    |                    |  |
|  | Wuhan Jiangda (p.)       | 0 (6)                    |                    |                    |                    |                    |  |                |                    |                    |  |
|  | Wuhan Jiangda (p.)       | 0 (6)                    |                    | Wuhan Jiangda      | 2                  |                    |  |                |                    |                    |  |
|  |                          |                          |                    | Wuhan Jiangda      | 2                  |                    |  |                |                    |                    |  |
|  |                          |                          | Hồ Chí Minh City   | 0                  |                    |                    |  |                |                    |                    |  |
|  | Hồ Chí Minh City         | 5                        | Hồ Chí Minh City   | 0                  |                    |                    |  |                |                    |                    |  |
|  | Hồ Chí Minh City         | 5                        |                    |                    |                    |                    |  |                |                    |                    |  |
|  | Abu Dhabi Country Club   | 4                        |                    |                    |                    |                    |  |                |                    |                    |  |
|  | Abu Dhabi Country Club   | 4                        |                    |                    |                    |                    |  |                |                    |                    |  |
|  |                          |                          |                    |                    |                    |                    |  |                |                    |                    |  |

### Cuartos de final
| 22 de marzo de 2025 | Incheon Red Angels   | 1:0     | Bam Khatoon | Campo de rugby Incheon Namdong Asiad, Incheon, Corea del Sur |                                                     |
| 19:00 UTC+09:00     | - Kim Myeong-jin 81' | Reporte |             | Asistencia: 583 espectadores Árbitra: Asaka Koizumi          | Asistencia: 583 espectadores Árbitra: Asaka Koizumi |

| 22 de marzo de 2025 | Hồ Chí Minh City                                                                                              | 5:4     | Abu Dhabi Country Club                          | Estadio Thống Nhất, Ciudad Ho Chi Minh, Vietnam       |                                                       |
| 19:00 UTC+07:00     | - K' Thủa 63' - Chương Thị Kiều 67' - Trần Nguyễn Bảo Châu 76' - Ngô Thị Hồng Nhung 83' - Al-Zaabi 89' (a.g.) | Reporte | - Adubea 3' - Al-Ghafri 15' - Tetteh 45+2', 74' | Asistencia: 1 550 espectadores Árbitra: Casey Reibelt | Asistencia: 1 550 espectadores Árbitra: Casey Reibelt |

| 23 de marzo de 2025 | Melbourne City                                          | 3:0     | Taichung Blue Whale | Estadio Rectangular de Melbourne, Melbourne, Australia |                                                      |
| 15:00 UTC+11:00     | - Speckmaier 4' - Li Pei-jung 43' (a.g.) - McNamara 63' | Reporte |                     | Asistencia: 1 865 espectadores Árbitra: Kim Yu-jeong   | Asistencia: 1 865 espectadores Árbitra: Kim Yu-jeong |

| 23 de marzo de 2025 | Urawa Red Diamonds                                                         | 0:0 (t. s.)(5:6 p.)        | Wuhan Jiangda                                                                                    | Estadio Atlético de Kumagaya, Kumagaya, China          |                                                        |
| 15:00 UTC+09:00     |                                                                            | Reporte                    |                                                                                                  | Asistencia: 1 681 espectadores Árbitra: Oh Hyeon-Jeong | Asistencia: 1 681 espectadores Árbitra: Oh Hyeon-Jeong |
|                     |                                                                            | Tiros desde el punto penal |                                                                                                  |                                                        |                                                        |
|                     | - Takahashi - Shiokoshi - Fujisaki - Ikeda - Goto - Ito - Kurishima - Endo |                            | - Yao Wei - Wu Haiyan - Deng Mengye - Zhao Yuxin - Wang Shuang - Tang Han - Ma Jun - Xu Qianqian |                                                        |                                                        |

### Semifinales
| 21 de mayo de 2025 | Wuhan Jiangda                     | 2:0     | Hồ Chí Minh City | Centro Deportivo de Wuhan, Wuhan                                |                                                                 |
| 20:00 UTC+08:00    | - Wang Shuang 34' - Song Duan 54' | Reporte |                  | Asistencia: 4 977 espectadores Árbitro(s): Veronika Bernatskaya | Asistencia: 4 977 espectadores Árbitro(s): Veronika Bernatskaya |

| 21 de mayo de 2025 | Incheon Red Angels | 0:1     | Melbourne City  | Centro Deportivo de Wuhan, Wuhan                      |                                                       |
| 21:00 UTC+09:00    |                    | Reporte | - McMahon 90+4' | Asistencia: 706 espectadores Árbitra: Pansa Chaisanit | Asistencia: 706 espectadores Árbitra: Pansa Chaisanit |

### Final
| 24 de mayo de 2025 | Melbourne City                                          | 1:1 (t. s.)(4:5 p.)        | Wuhan Jiangda                                                         | Centro Deportivo de Wuhan, Wuhan                       |                                                        |
| 20:00 UTC+08:00    | - McMahon 76'                                           | Reporte                    | - Wang Shuang 90+8' (pen.)                                            | Asistencia: 18 715 espectadores Árbitra: Asaka Koizumi | Asistencia: 18 715 espectadores Árbitra: Asaka Koizumi |
|                    |                                                         | Tiros desde el punto penal |                                                                       |                                                        |                                                        |
|                    | - McMahon - McKenna - Otto - Speckmaier - Stott - Henry |                            | - Yao Wei - Wu Haiyan - Mengyi - Song Duan - Wang Shuang - Zhao Yuxin |                                                        |                                                        |

|                                       |
| Bandera de la República Popular China |
| Campeón Wuhan Jiangda 1.er título     |